# English National Ice Hockey League 2015/16
Die Saison 2015/16 war die Austragung der britischen National Ice Hockey League. Diese stellte nach der Elite Ice Hockey League und der English Premier Ice Hockey League neben der Scottish National League die 3. Liga des britischen Eishockeys dar. An ihr nahmen neben den englischen und walisischen Mannschaften auch eine schottische Mannschaft teil.

## Modus und Teilnehmer
Die Mannschaften spielten in regionalen Zonen "North", die in eine Moralee Conference und eine darunter angesiedelte Laidler Conference eingeteilt war, und "South", die aus einer ersten und tieferklassigen zweiten Division bestand.

## North Conference

### Moralee Division
| Platz | Mannschaft            | Spiele | S  | U | N  | Tore    | Punkte |
| ----- | --------------------- | ------ | -- | - | -- | ------- | ------ |
| 1     | Blackburn Hawks       | 32     | 26 | 3 | 3  | 221:68  | 55     |
| 2     | Whitley Warriors      | 32     | 23 | 3 | 6  | 138:78  | 49     |
| 3     | Solihull Barons       | 32     | 20 | 0 | 12 | 160:131 | 40     |
| 4     | Solway Sharks         | 32     | 18 | 2 | 12 | 143:105 | 38     |
| 5     | Billingham Stars      | 32     | 15 | 3 | 14 | 122:113 | 33     |
| 6     | Telford Titans        | 32     | 12 | 4 | 16 | 120:129 | 28     |
| 7     | Sutton Sting          | 32     | 10 | 3 | 19 | 96:118  | 23     |
| 8     | Sheffield Spartans    | 32     | 10 | 1 | 21 | 100:166 | 21     |
| 9     | Sheffield Senators II | 32     | 0  | 1 | 31 | 58:250  | 1      |

Legende: S–Siege, U–Unentschieden, N–Niederlage
Play-Offs
Halbfinale
|  | Blackburn Hawks | 5:2 | Solway Sharks |  |

|  | Whitley Warriors | 3:5 | Solihull Barons |  |

Finale
|  | Blackburn Hawks | 7:3 | Solihull Barons |  |

### Laidler Division
| Platz | Mannschaft        | Spiele | S  | U | N  | Tore    | Punkte |
| ----- | ----------------- | ------ | -- | - | -- | ------- | ------ |
| 1     | Deeside Dragons   | 28     | 24 | 3 | 1  | 205:73  | 51     |
| 2     | Widnes Wild       | 28     | 19 | 3 | 6  | 179:95  | 41     |
| 3     | Nottingham Lions  | 28     | 16 | 4 | 8  | 103:83  | 36     |
| 4     | Blackburn Eagles  | 28     | 16 | 1 | 11 | 145:129 | 33     |
| 5     | Altrincham Aces   | 28     | 13 | 1 | 14 | 120:139 | 27     |
| 6     | Hull Jets         | 28     | 8  | 2 | 18 | 100:140 | 18     |
| 7     | Coventry Blaze    | 28     | 4  | 1 | 23 | 71:158  | 9      |
| 8     | Bradford Bulldogs | 28     | 3  | 3 | 22 | 81:187  | 9      |

Legende: S–Siege, U–Unentschieden, N–Niederlage
Play-Offs
Halbfinale
|  | Deeside Dragons | 9:5 | Blackburn Eagles |  |

|  | Widnes Wild | 3:1 | Nottingham Lions |  |

Finale
|  | Deeside Dragons | 5:3 | Widnes Wild |  |

### Relegation
Die Ligavorletzten Sheffield Spartans konnten in der Relegation gegen den Division-2-Vertreter bestehen und die Klasse halten.
|  | Sheffield Spartans | 5:0 | Widnes Wild |  |

## South Conference

### Division 1
| Platz | Mannschaft              | Spiele | S  | U | N  | Tore    | Punkte |
| ----- | ----------------------- | ------ | -- | - | -- | ------- | ------ |
| 1     | Chelmsford Chieftains   | 36     | 31 | 3 | 2  | 201:75  | 65     |
| 2     | Invicta Dynamos         | 36     | 23 | 6 | 7  | 153:92  | 52     |
| 3     | Wightlink Raiders       | 36     | 23 | 5 | 8  | 166:95  | 51     |
| 4     | Oxford City Stars       | 36     | 18 | 4 | 14 | 154:137 | 40     |
| 5     | Streatham Redskins      | 36     | 19 | 1 | 16 | 166:129 | 39     |
| 6     | Solent & Gosport Devils | 36     | 12 | 8 | 16 | 100:128 | 32     |
| 7     | Milton Keynes Thunder   | 36     | 14 | 2 | 20 | 127:149 | 30     |
| 8     | London Raiders          | 36     | 11 | 2 | 23 | 135:174 | 24     |
| 9     | Bracknell Hornets       | 36     | 6  | 3 | 27 | 95:205  | 15     |
| 10    | Cardiff Devils          | 36     | 4  | 4 | 28 | 84:197  | 12     |

Legende: S–Siege, U–Unentschieden, N–Niederlage
Play-Offs

### Division 2
Die 2. Liga (unterklassiger Teil) der South Division wurde zu dieser Saison in die Gruppen West und East geteilt.

#### Gruppe West
| Platz | Mannschaft          | Spiele | S  | U | N  | Tore   | Punkte |
| ----- | ------------------- | ------ | -- | - | -- | ------ | ------ |
| 1     | Cardiff Devils II   | 16     | 12 | 3 | 1  | 80:22  | 27     |
| 2     | Basingstoke Buffalo | 16     | 10 | 1 | 1  | 100:52 | 21     |
| 3     | Bristol Pitbulls    | 16     | 8  | 2 | 6  | 67:56  | 18     |
| 4     | Swindon Wildcats II | 16     | 6  | 0 | 10 | 72:81  | 12     |
| 5     | Ile de Wight Tigers | 16     | 1  | 0 | 15 | 51:159 | 2      |

Legende: S–Siege, U–Unentschieden, N–Niederlage

#### Gruppe Ost
| Platz | Mannschaft             | Spiele | S  | U | N  | Tore   | Punkte |
| ----- | ---------------------- | ------ | -- | - | -- | ------ | ------ |
| 1     | Chelmsford Warriors II | 20     | 19 | 0 | 1  | 171:44 | 38     |
| 2     | Peterborough Islanders | 20     | 17 | 0 | 3  | 152:55 | 34     |
| 3     | Haringey Racers        | 20     | 11 | 0 | 9  | 128:79 | 22     |
| 4     | Lee Valley Lions       | 20     | 5  | 1 | 14 | 57:115 | 11     |
| 5     | Slough Jets            | 20     | 4  | 1 | 15 | 77:148 | 9      |
| 6     | Invicta Mustangs II    | 20     | 2  | 2 | 16 | 47:191 | 6      |

Legende: S–Siege, U–Unentschieden, N–Niederlage
Play-Offs